# 恶逆
惡逆是中華法系中的一種罪名，指的是家庭內部成員或一定親屬間卑幼毆打或謀殺祖父母、父母，包括但不限於殺伯叔父母、姑母、兄姊、外祖父母、丈夫、丈夫的祖父母、父母。
惡逆這項罪名自漢朝起開始出現。《北齊律》將其列為「重罪十條」中的第五條。隋《開皇律》將其列為十惡的第四位。唐律沿襲之，將其列為十惡之第四位，是一項重罪，規定“谋杀缌麻以上尊长者，流二千里，已伤者绞，已杀者皆斩。殴祖父母者斩。”明、清時代，對於謀殺祖父母、父母及期親尊長、外祖父母、夫、夫之祖父母、父母，“已行者杖一百，流二千里，已伤者绞，已杀者皆斩。”
古代日本沿襲唐律，將惡逆罪列為八虐之第四位。漢字文化圈的朝鮮半島、越南等國亦有惡逆的類似法律條文。